# Ђула
Ђула (мађ. Gyula) град је у Мађарској. Ђула је други по величини град у оквиру жупаније Бекеш.
Град има 32.016 становника према подацима из 2008. године.
Град Ђула је познат као једна од најбољих и најпознатијих бања у Мађарској. Такође, Ђула је позната и као средиште румунске националне мањине у Мађарској.

## Историја
Први поуздан податак где се помиње Ђула налази се у два документа из 1313. које је издао краљ Карло И. Роберт u самостану — Gyulamonostora или Julamonustra. Свега две деценије касније — 1332. и само насеље је добило име Ђула.
Прве градске привилегије Ђули је доделио краљ Карло I Роберт, оне су се сводиле на право да изаберу градоначелника и одржавају сајам.
Читав сет нових привилегија месту је доделио бан Јанош Мароти, од права да самостално наплаћује порез, до тога да суди властитим грађанима, а краљ Жигмунд Луксембуршки ослободио га је од плаћања неких пореза. Бан Мароти учинио је пуно тог за развој града, од тог да је доселио фрањевце до тог да је подигао замак.
Кад је 1476. његова породица -Мароти изумрла, — Ђула је враћена краљу. Те исте — 1476 краљ Матија Корвин потврдио је све дотадашње градске привилегије дате грађанима Ђуле, и чак их проширио ослободивши их од плаћања царине по целој земљи.
Шест година касније — 8. априла 1482. краљ Матија Корвин поклонио је тадашњу Грофовију Хунедоара свом сину Јаношу Корвину, а идућег дана томе је додао и домену Ђула. У намери да учврсти позицију свог сина у Ђули, реорганизовао је администрацију у Ђули — 1484. и сместио је у замку, а све у намери да спречи локално племство да му истера наследнике.
Ђула је под османску власт потпала 1566. године, након чега се у тај град премешта седиште дотадашњег Арадског санџака, који се од тада назива Ђулински санџак, а налазио се у саставу Темишварског пашалука. Током 16. и 17. века, ђулинска област (у старим изворима позната као Ђулинско поље) била је поприште честих сукоба који су вођени између Османског царства, Краљевине Угарске и Кнежевине Трансилваније. Након коначног протеривања османске власти са ширег ђулинског подручја (1685-1688), град потпада под хабзбуршку власт.

## Географија
Град Ђула се налази у југоисточном делу државе, близу границе са Румунијом. Од престонице Будимпеште град је удаљен 240 km југоисточно.
Град се сместио у источном делу Панонске низије. Кроз град протиче река Бели Кереш.

## Термални извори
Бања Ђула се налази на самом југоистоку земље. Има шест дубоких термалних извора. Вода има одлично дејство на лечење поремећаја моторике, нервних проблема, рехабилитације, болести желуца киселинског порекла и гинеколошких запаљења. При лечењу се користе паковања са муљем, магнетотерапија, галванско купање, лечење инхалацијом, угљено-киселинска купка, лечење тангентором, односно лековито пливање. Освежавајуће масаже се врше лековитом кремом.

## Становништво
По процени из 2017. у граду је живело 30.004 становника.
| 1990.  | 2001.  | 2011.  | 2017.  |
| ------ | ------ | ------ | ------ |
| 34.331 | 33.293 | 31.067 | 30.004 |

## Срби у Ђули
Током старије историје, у периоду од 15. до 18. века, значајну улогу у историји Ђиле имали су и Срби, који су се касније раселили са тог подручја, или су подлегли мађаризацији. Најпознатији Србин у историји Ђуле био је капетан Димитрије Овчаревић, који је средином 16. века био један од најзначајнијих српских првака у том делу Угарске, а погинуо је 1566. године у одбрани Ђуле, приликом османске опсаде града.

## Галерија
- Градска кућа Ђуле
- Тврђава у Ђули
- Палата у градском лечилишту
- Фонтана на градском тргу
- Дворац
- Река Бели Корош
- Унутрашњост тврђаве
- ‎Дворац
- Тврђава у Ђули
- Улаз у дворац
- Дворац
- Тврђава у Ђули